# 加拿大綠黨
加拿大綠黨（英語：Green Party of Canada）是加拿大的聯邦政黨之一，於1983年創立。
自2000年起的不同民意調查當中，綠黨的支持度均為1%至10%。在2008年的聯邦選舉中，綠黨的得票率為6.85%，但仍未能贏得議會席位。自2011年始有候選人獲選為國會議員至今。
現時綠黨的黨魁為伊麗莎白·梅伊，她在2006年8月26日首輪黨魁投票中，得到65%黨員選票當選，而前黨魁吉姆·哈里斯（Jim Harris）在領導綠黨參與2004年及2006年的聯邦大選後，便選擇不再參選。至11月21日，梅伊任命英屬哥倫比亞綠黨黨魁柯愛娟（Adriane Carr）及魁北克的吉尼斯特（Claude William Genest）為加拿大綠黨的副黨魁。梅伊在2022年11月19日再次當選擔任綠黨黨魁。2025年2月4日，該黨批准動議採取聯合黨魁模式，梅伊和喬納森·佩德諾（Jonathan Pedneault）共同擔任綠黨聯合黨魁。2025年4月30日，佩德諾辭職。

## 黨綱
綠黨自創黨後，一向都由右傾、左傾和中間路線的不同人士輪替。很多綠黨黨員表示，傳統政治光譜裡以左右標籤，對於不斷蛻變的綠黨，並不能準確地描述其務實的環保取態。該黨志於吸引不同政治取向的人士，其政策包含所有加拿大政治取態。提倡這個包含性政策的人士認為，其政策成功與否，可見於政策是否被其他政黨採納。事實上，卑詩省省政府採納的碳稅、「Cap and Trade」減排温室氣體措施，及前聯邦自由黨黨魁狄安提倡的“綠色（稅項）轉移”，證明綠黨政策在加拿大越來越受認可。
該黨2004年的黨綱中，強調“綠色稅項轉移”(Green Tax Shift)，削減部份入息稅和企業稅，增加污染者和使用能源者的稅項，令人質疑綠黨是否仍處於政治光譜中的左端，或是採納較接近資本主義的環保政策，削減漸進稅，增加遞減稅。綠黨政策草擬者對此詮釋作出挑戰，指此項綠稅轉移政策所帶來的遞減稅，將會因個人稅率的寬減，以及梲網以外的人士所收到的”環保稅“退款而抵消。
由梅伊的領導下，綠黨其他與環保沒有直接關係的政策，開始引起主流媒體的關注，其中包括維護工人權益，以及支持阿富汗罌粟合法化。

## 联邦选举表現
歷年該黨總得票不過一成，再加上下議院各選區實行領先者當選，令該黨甚難取得議席。故1984年至2008年間的所有聯邦大選中，綠黨皆取不到議席。
直至在2011年5月2号举行的加拿大41届选举中，虽然相对上次联邦大选，绿党在全国的支持率由6%下降到4%，但伊丽莎白·梅伊在沙尼治－海灣群島選區中击败加拿大保守党对手，成为加拿大绿党历史上第一位获选而晉身加拿大国会的议员，（首位绿党国会议员是原属自由党的 Blair Wilson。他在担任国会议员期间于2008年成为绿党党员。）她於2015年大選後繼續擔任該黨唯一國會議員。
2019年5月，該黨在一場補選中取得第二席，選區同樣在溫哥華島。同年11月大選，該兩席皆成功保住，更首次於卑詩省外（新布藍茲維省弗雷德里克顿）取得一席。故現時綠黨有破紀錄的三席。

## 外部連結
- 加拿大綠黨英語官網（页面存档备份，存于） （英文）
- 加拿大綠黨法語官網 （法文）